# Triada depresyjna
Triada depresyjna – pojęcie wywodzące się z modelu poznawczego depresji, zwana także triadą poznawczą. Jest to pojęcie ukute przez Aarona Becka i oznacza występowanie negatywnych myśli w trzech obszarach:
- myślenie o sobie,
- myślenie o świecie (bieżących doświadczeniach)
- myślenie o przyszłości.